# 31772 Asztalos
31772 Asztalos este o planetă minoră (asteroid) din centura de asteroizi. A fost descoperită pe 13 mai 1999 la Experimental Test Site⁠(d) de Lincoln Near-Earth Asteroid Research. 
Obiectul prezintă o orbită caracterizată de o semiaxă mare de 2,8441745 UAi, o excentricitate de 0,08, o înclinație de 8,71305 ° în raport cu ecliptica.